# Harry Olson
Harry Olson, född 4 augusti 1867, död 1935, var en svenskamerikansk jurist.
Olson avlade 1891 advokatexamen, var 1896-1906 biträdande åklagare i Cook county i Illinois och blev 1906 ordförande i municipaldomstolen i Chicago. Han var en framstående kriminalpsykolog.